# Santarritense Futebol Clube
O Santarritense Futebol Clube é um clube brasileiro de futebol fundado em 2 de junho de 1996, na cidade de Santa Rita do Sapucaí, no estado de Minas Gerais, manda seus jogos no estádio Coronel Erasmo Cabral.

## História
O Santarritense Futebol Clube é um clube brasileiro de futebol fundado em 2 de junho de 1996,  na cidade de Santa Rita do Sapucaí, no estado de Minas Gerais, manda seus jogos no estádio Coronel Erasmo Cabral.
Santarritense é o clube que revelou Roque Júnior, campeão da Copa do Mundo de 2002 pela Seleção Brasileira. Atualmente disputa a Segunda Divisão do Campeonato Mineiro. Time também revelou o jogador Kenedy, ex-Fluminense que foi vendido ao Chelsea da Inglaterra.
O time anunciou a ida para a cidade de São Sebastião da Bela Vista em 2019, mudança feita em parceria com a prefeitura da cidade. Durante esse período, a equipe passou a se chamar Santarritense Bela Vista, adotou um novo escudo e disputou por duas vezes a Segunda Divisão do Campeonato Mineiro. A última delas foi no campeonato que começou em dezembro de 2020 e terminou em janeiro de 2021. O Robô terminou a competição na quinta colocação. Contudo, após duas temporadas o time anunciou o retorno para sua cidade natal em 9 de fevereiro de 2021, atendendo a pedidos dos torcedores.

## Mascote
O mascote do Santarritense foi criado em maio de 2012 pelo então presidente José Romildo, mais conhecido como “Bugalu”, em parceria com o jornalista e diretor de arte, Carlos Romero. A ideia foi criar algo que relacionasse futebol e tecnologia, mostrando que em Santa Rita do Sapucaí – cidade conhecida como o “Vale da Eletrônica” – eletrônicos e esportes se interagem.
Ainda segundo o jornalista Carlos Romero, em Santa Rita do Sapucaí existe a sétima escola de eletrônica do mundo e primeira da América Latina. O que serviu de inspiração para Romero criar a ilustração de um robô em 3D. Assim, por causa do mascote, o clube é chamado pelos torcedores e imprensa de "O Robô do Vale”.

### Participações
|  | Participações em 2003 |

| Competição   | Competição        | Temporadas | Melhor campanha    | Estreia | Última | P | R |
| Minas Gerais | Terceira Divisão  | 14         | 6º colocado (2021) | 2003    | 2022   | - |   |
| Minas Gerais | Taça Minas Gerais | 1          | 9º colocado (2004) | 2004    | 2004   | 1 |   |